# Мішель Тер-Закарян
Мішель Тер-Закарян (вірм. Միշել Տեր-Զաքարյան, нар. 18 лютого 1963, Єреван) — вірменський футболіст, що грав на позиції захисника. По завершенні ігрової кар'єри — футбольний тренер. З 2023 року очолює тренерський штаб команди «Монпельє».
Виступав за клуби «Нант» та «Монпельє», а також національну збірну Вірменії.

## Клубна кар'єра
Народився 1963 року в СРСР, невдовзі після чого виїхав з родиною до французького міста Марселя, де з дитинства почав займатися футболом.
У дорослому футболі дебютував 1981 року виступами за команду клубу «Нант», в якій провів сім сезонів, взявши участь у 141 матчі чемпіонату.
У 1988 році перейшов до клубу «Монпельє», за який відіграв 9 сезонів. Більшість часу, проведеного у складі «Монпельє», був основним гравцем захисту команди. Завершив професійну кар'єру футболіста виступами за команду «Монпельє» у 1997 році.

## Виступи за збірну
У 1996 році дебютував в офіційних матчах у складі національної збірної Вірменії. Протягом кар'єри у національній команді, яка тривала усього 2 роки, провів у формі головної команди країни 5 матчів.

## Кар'єра тренера
Після завершення кар'єри гравця в 1998 році розпочав тренерську кар'єру. У сезоні 1998/99 був головним тренером дублюючого складу «Монпельє», після чого до 2006 року працював помічником головного тренера основного складу. Влітку 2006 перейшов до «Нанта», де з липня по вересень очолював дубль, а з вересня 2006 до лютого 2007 був помічником головного тренера основи Жоржа Ео
12 лютого 2007 року вперше в кар'єрі став головним тренером, очоливши тренерський штаб клубу «Нант». Згодом був головним тренером «Клермона».
2012 року знову очолив тренерський штаб «Нанта», в якому пропрацював чотири сезони, після чого на один сезон ставав очільником тренерського штабу «Реймса».
2017 року змінив Жана-Луї Гассе на посаді головного тренера «Монпельє».

## Титули і досягнення
- Чемпіон Франції (1):

«Нант»: 1982-83
- Володар Кубка Франції (1):

«Монпельє»: 1989-90
- Володар Кубка французької ліги (1):

«Монпельє»: 1991-92